# Piglet's Big Game
Disney's Piglet's Big Game (estilizado como Piglet's Big Movie Game en Norteamérica) es un videojuego de acción y aventuras de 2003 desarrollado por el desarrollador francés Doki Denki Studio. El juego se centra en Piglet y en cómo intenta superar sus miedos. El juego está basado libremente en La gran película de Piglet.

## Jugabilidad

### Versiones para GameCube, Playstation 2 y GBA
El juego presenta siete niveles que se centran en que Piglet entre en los sueños de sus amigos para ayudarlos con sus problemas. Enemigos como Heffalumps, Woozles, árboles aterradores, una puerta parlante y espejos andantes (que solo se encuentran en la versión GBA) se pueden encontrar en ciertos lugares y Piglet debe hacer uso de Brave Faces (donde hace una mueca) para asustar. ellos lejos. Esto se puede hacer completando un código que se muestra en la parte inferior de la pantalla. Algunos enemigos tienen habilidades que pueden obstaculizar los intentos de Piglet de asustarlos. Si un enemigo se acerca demasiado a Piglet, éste se asustará. Si esto sucede, Piglet puede encontrar un globo de Christopher Robin para consolarlo. Las galletas se pueden utilizar para comprar diferentes Brave Faces para usar; Estas galletas están ocultas dentro o detrás de objetos estacionarios (cinco en cada objeto) y se pueden recolectar pateando los objetos.

### Versión de Microsoft Windows
La versión para Windows se centra en un estilo de aventura de tipo point-and-click. Piglet tiene la capacidad de moverse a diferentes lugares y recoger objetos. También se pueden jugar varios minijuegos, como un minijuego de pintura ubicado en la casa de Ígor; los jugadores no solo pueden pintar imágenes en el caballete de Eeyore, sino que también pueden pintar imágenes del álbum de recortes de Piglet.

## Trama

### Versiones de GameCube y Playstation 2
El juego comienza con Piglet observando a Pooh tratando de alcanzar una colmena, a Rito tratando de alcanzar una pelota que está atrapada en un árbol, a Búho tratando de recordar dónde está su libro de recuerdos, a Conejo plantando sus zanahorias, a Ígor teniendo sus días sombríos habituales y a Tigger pintando su casa para que se parezca a él. Durante esto, Piglet se asusta con un monstruo sombrío llamado Granosorus, pero desaparece antes de que sus amigos puedan verlo. Christopher Robin le dice que era parte de su imaginación y que debe superar sus miedos. Sin embargo, Piglet dice que se supone que los héroes deben ser grandes y valientes, y como él es todo lo contrario, está convencido de que nunca se convertirá en un héroe.
Mientras Piglet abandona tristemente el Bosque de los Cien Acres, sus amigos comienzan a quedarse dormidos haciendo lo que Piglet vio que hacían. Al mismo tiempo, Piglet descubre un misterioso telescopio que hace que entre mágicamente en sus sueños y comienza a ayudarlos con sus problemas, como darle miel a Pooh, ayudar a Rito a encontrar su pelota, buscar el libro de recuerdos de Búho, ayudar a Ígor a encontrar colores, ayudar a Conejo a cosechar sus zanahorias y encontrar las rayas faltantes de Tigger. En el camino, se enfrenta a muchos tipos de Heffalumps, Woozles, árboles vivos y una puerta sensible.
Después de ayudarlos a todos, el Bosque de los Cien Acres se inunda y Piglet intenta salvar a sus amigos, que están atrapados en islas con Heffalumps y Woozles. Una vez que Piglet rescata a todos, aparece el Granosorus, pero Piglet logra asustarlo. Christopher Robin llega y, después de enterarse de la valentía y el heroísmo de Piglet, les ofrece a todos un pícnic para celebrar.

### Versión para Game Boy Advance
Después de tener una pesadilla que involucra a un monstruo llamado Granosorus, Piglet corre hacia sus amigos advirtiéndoles del monstruo antes de que Christopher Robin lo calme. Explica que las pesadillas pueden enseñarle a ser valiente, por lo que Piglet se va para averiguar cómo hacerlo mientras sus amigos comienzan a quedarse dormidos. Piglet descubre varios portales de sueños, lo que le permite ingresar a sus sueños y ayudarlos a encontrar sus posesiones y batallas contra Heffalumps, Woozles, espejos sensibles y árboles vivos; la puerta parlante también aparece en esta versión. Todos los sueños de la versión de consola del juego están presentes en este juego, excepto los de Búho y Tigger. Después de ayudar a todos, una inundación cubre el bosque, lo que obliga a Piglet a enfrentar sus miedos, rescatar a sus amigos mientras lidia con muchos enemigos y, finalmente, con Granosorus. Una vez que todos son rescatados y Granosorus se asusta, llega Christopher Robin y después de descubrir que Piglet se ha enfrentado a sus miedos, les da a todos un pícnic para celebrar la valentía de Piglet.

### Versión de Microsoft Windows
En la versión de Windows, Piglet visita la casa de Conejo, donde Conejo está ocupado preparando sopa para sus amigos. Decide ayudar a recolectar los ingredientes de la sopa de sus amigos para ayudar a Conejo a terminarla. La lista de ingredientes consta de miel, cardos, leche, pimienta, granos de heno y una verdura al azar del jardín de Conejo; Pooh debía traer la miel, Ígor debía traer los cardos, Cangu y Rito debían traer la leche y Búho debía traer la pimienta, pero ninguno de ellos ha regresado con los ingredientes. Después de que Piglet le trae todos los ingredientes a Conejo, todos (excepto Cangu y Rito) llegan para la fiesta, por lo que Conejo deja a Piglet a cargo de preparar la sopa. Una vez que la sopa está terminada y lista, todos se reúnen en una mesa de pícnic para comer, donde agradecen a Piglet por su ayuda.

## Recepción
La versión de GameCube recibió críticas "mixtas o promedio" según Metacritic. Ryan Davis, en una reseña para GameSpot, consideró que el juego era muy superior a la mayoría de los juegos infantiles y los vínculos con películas, y elogió la actuación de voz, el sonido y el diseño artístico (que presenta imágenes "surrealistas" de los mundos de sueños de los personajes). Davis también destacó el ritmo suave del juego. Chadd Chambers de IGN le dio a las versiones de GameCube y PlayStation 2 un 7.0/10, encontrando que la jugabilidad era simple pero bien ejecutada y fácil de controlar y el sistema de batalla era adecuado para el público objetivo joven debido a su falta de violencia. Comparó los gráficos positivamente con el aspecto de la caricatura y elogió la dirección de arte "bastante agradable", las sombras en tiempo real y la calidad de las escenas de corte. Mientras que la versión de Game Boy Advance recibió un 6,5/10, escribiendo: "Este juego surrealista y maravillosamente producido es perfecto para los jóvenes".

## Legado
El 7 de noviembre de 2024, las versiones de GameCube y PlayStation 2 recibieron una nueva atención en Twitter cuando se comparó la música y la jugabilidad del juego con las series Resident Evil y Silent Hill. Una composición clave que se destacó fue una pista de sonido inquietante conocida internamente como "Foreboding 1". El interés en el juego también se disparó en eBay, con copias físicas vendiéndose por hasta $300. A partir del 11 de noviembre de 2024, las ediciones de PS2 y GameCube ahora se venden por hasta $1,200 USD en algunas tiendas en línea.